# キム・セジン
キム・セジン（ハングル: 김세진、金世鎭、1974年1月30日 - ）は、韓国の男子バレーボール選手。ポジションはオポジット。元韓国代表。

## 来歴
忠北・沃川工業高校、漢陽大学校を経て1996年サムスン火災に入団。韓国代表のサウスポーのオポジットとして長年ナショナルチームで活躍し、1994年ワールドリーグでベストスパイカー賞を受賞した。
夏季オリンピックには1992年バルセロナオリンピック、1996年アトランタオリンピック、2000年シドニーオリンピックに出場した。
2006年に現役を引退した。

## 球歴
- オリンピック - 1992年（9位）、1996年（10位）、2000年（10位）
- 世界選手権 - 1998年（13位）
- ワールドカップ - 1999年（7位）